# پرولینتان
پرولینتان (انگلیسی: Prolintane) که با نام کاتوویت (Catovit) نیز خوانده می‌شود یک داروی محرک از گروه ترکیبات مهارکننده بازجذب نوراپی نفرین-دوپامین است که در دهه ۱۹۵۰ ساخته شد و ساختار شیمیایی و نیز مکانیسم عمل آن شباهت زیادی با پیرووالرون,  MDPV  و پروپیل هگزدرین دارد. این دارو یک محرک خفیف است. بازه بی خطری این دارو بسیار خوب است. این مسئله آن را تبدیل به یک داروی مناسب جهت استفاده در سالمندان به منظور افزایش انگیزه و مقابله با اثرات دمانس و اختلالات شناختی مرتبط با سالمندی می‌کند. با این حال این دارو در کشورهای اروپایی ممنوع است. موارد زیادی از سوء مصرف پرولینتان گزارش شده است.